# Перепис населення США (1900)
Перепис населення США 1900 року — дванадцятий за рахунком перепис населення США, проведений бюро перепису 1 червня 1900 року. За його результатами встановлена чисельність населення країни склала 76 212 168 осіб, тобто збільшилася на 21 відсоток або ж на 13 232 402 людини, порівняно з 1890 роком. В результаті цього перепису було виявлено, що місто Нью-Йорк, збільшилося з часу попереднього перепису більш ніж удвічі завдяки об'єднанню з Брукліном, ставши першим американським містом з населенням понад три мільйони осіб.

## Преамбула
Відповідно до вимог Конституції Сполучених Штатів, переписи населення в країні проводиться кожні 10 років, починаючи з 1790. Попередній було проведено в 1890 році. Участь у переписі населення є обов'язковою згідно з вимогою 13-го розділу Кодексу США.

## Особливості організації та проведення перепису

Анімація, що демонструє динаміку вступу окремих штатів до складу США (1776—1959)

Перепис 1900 року США був проведений Бюро перепису США під керівництвом Вільяма Раша Мерріама й охопив 45 штатів, що входили на той час до складу США. «День перепису» і, таким чином, офіційний кінцевий термін опитування — 1 червня 1900 року. У зборі даних брала участь 52 871 особа. Загальна сума витрат становила 11 854 000 доларів. Опитувальна анкета складалася з 28 запитань. Остаточний звіт про результати перепису складався з 10 925 сторінок тексту.

## Питання перепису
Опитувальні анкети перепису 1900 року містили такі дані:
- адреса
- ім'я
- ким є опитуваний відносно глави сім'ї
- стать
- раса (в оригіналі — «Колір або раса»)
- вік, місяць і рік народження
- сімейний стан, і, якщо в шлюбі, скільки років в ньому перебуває опитуваний
- для жінок — число народжених дітей і число живих на даний момент
- місце народження опитуваного і його батьків
- якщо народився за кордоном, рік імміграції та чи був натуралізований
- зайнятість
- число місяців без роботи
- школа
- чи здатен опитуваний розмовляти англійською
- чи живе на фермі
- чи володіє або орендує будинок, якщо володіє — чи перебуває будинок у заставі

Повна документація щодо результатів перепису 1900 року, включаючи форми перепису та інструкції з обробки даних доступна на публічному ресурсі IPUMS.

## Доступ до матеріалів перепису
Оригінальні листи перепису були мікрофільмовані бюро переписів населення в 40-х роках XX століття, після чого вони були знищені. У формі мікрофільмів результати перепису доступні в Національному управлінні архівів та документації. Декілька організацій мають сьогодні у своєму розпорядженні результати перепису населення 1900 року в оцифрованому вигляді і вони є доступні в мережі Інтернет.